# Storbeck-Frankendorf
Storbeck-Frankendorf è un comune di 471 abitanti del Brandeburgo, in Germania.

Appartiene al circondario dell'Ostprignitz-Ruppin ed è parte della comunità amministrativa della Temmnitz.

## Geografia antropica

### Suddivisioni amministrative
Il territorio comunale comprende 2 centri abitati (Ortsteil):
- Frankendorf
- Storbeck